# Cinacanthus penetrans
Cinacanthus penetrans är en skalbaggsart som beskrevs av Schmidt 1911. Cinacanthus penetrans ingår i släktet Cinacanthus och familjen Aphodiidae. Inga underarter finns listade i Catalogue of Life.